# Australolacerta australis
Australolacerta australis är en ödleart som beskrevs av  Hewitt 1926. Australolacerta australis ingår i släktet Australolacerta och familjen lacertider. IUCN kategoriserar arten globalt som livskraftig. Inga underarter finns listade.